# Deviationsgleichung
Die Deviationsgleichung oder geodätische Abweichung ist eine Gleichung der Riemannschen Geometrie bzw. Allgemeinen Relativitätstheorie und beschreibt die Änderung des Abstandes zweier benachbarter Geodäten mit Hilfe des Riemannschen Krümmungstensors. Mittels dieser Gleichung kann festgestellt werden, ob und in welcher Art ein Raum gekrümmt ist, indem die Relativbeschleunigung zweier Probekörper auf benachbarten Geodäten gemessen wird. Wird keine Relativbeschleunigung zwischen zwei Geodäten gemessen, so ist der Raum flach. Die Relativbeschleunigung zwischen den Probekörpern rührt nur von der Krümmung des Raumes her, nicht von ihrer gegenseitigen gravitativen Anziehung, die bei einem realen Experiment noch zusätzlich wirken würde.

## Formulierung der Gleichung
Die mathematische Formulierung der Deviationsgleichung lautet:
{\displaystyle {\frac {\mathrm {D} ^{2}V^{\alpha }}{\mathrm {D} \tau ^{2}}}={\frac {\partial x^{\beta }}{\partial \tau }}{\frac {\partial x^{\mu }}{\partial \tau }}V^{\nu }R_{\,\,\mu \beta \nu }^{\alpha }+{\frac {\mathrm {D} }{\mathrm {D} \tau }}\left(T_{\kappa \lambda }^{\alpha }{\frac {\partial x^{\kappa }}{\partial \tau }}V^{\lambda }\right)}
und vereinfacht sich in einem torsionsfreien Raum zu
{\displaystyle {\frac {\mathrm {D} ^{2}V^{\alpha }}{\mathrm {D} \tau ^{2}}}={\frac {\partial x^{\beta }}{\partial \tau }}{\frac {\partial x^{\mu }}{\partial \tau }}V^{\nu }R_{\,\,\mu \beta \nu }^{\alpha }}
Die Symbole in den Gleichungen bedeuten dabei folgendes:
- {\displaystyle x^{\alpha }(\tau )} bezeichnet die Geodäte und {\displaystyle \textstyle {\tfrac {\partial x^{\alpha }}{\partial \tau }}} deren Tangentialvektor.
- {\displaystyle \textstyle V^{\alpha }{\mbox{d}}p={\tfrac {\partial x^{\alpha }}{\partial p}}\mathrm {d} p} ist der Abstandsvektor zweier benachbarter Geodäten und damit {\displaystyle \textstyle {\tfrac {\partial x^{\alpha }}{\partial p}}} die lineare Änderung des Abstandes zweier infinitesimal benachbarter Geodäten.
- {\displaystyle T_{\kappa \lambda }^{\alpha }} ist der Torsionstensor des Raumes, insbesondere ist {\displaystyle T_{\kappa \lambda }^{\alpha }A^{\kappa }B^{\lambda }} der Vektor, der das von {\displaystyle A} und {\displaystyle B} aufgespannte Parallelogramm schließt.[2] Dieser Vektor ist in torsionsfreien Räumen gleich Null.
- {\displaystyle R_{\mu \beta \nu }^{\alpha }} ist der Riemannsche Krümmungstensor.
- Außerdem wird die Einsteinsche Summenkonvention verwendet, die griechischen Indizes laufen von {\displaystyle 0\dots 3} und {\displaystyle x^{\alpha }} sowie {\displaystyle V^{\alpha }} sind Tensoren 1. Stufe.
- {\displaystyle \textstyle {\tfrac {\mathrm {D} V^{\alpha }}{\mathrm {D} \tau }}} bezeichnet die Kovariante Ableitung.

Im flachen Raum wächst der Abstand zweier sich schneidenden Geodäten {\displaystyle x^{\alpha }(\tau ,p_{1})} und {\displaystyle x^{\alpha }(\tau ,p_{2})} proportional zu {\displaystyle \tau }. Ist dies nicht der Fall, so ist dies ein Symptom für die Krümmung des Raumes und entspricht der obigen Gleichung bei nichtverschwindendem Krümmungstensor.